# Herveo
Herveo és un municipi de Colòmbia al departament de Tolima, a 210 quilòmetres d'Ibagué. Té una població de 8.901 segons cens del 2005.